# Tatarka
Pour la chanteuse de cloud rap, voir Tatarka (chanteuse).
La Tatarka (en russe : Татарка) est une rivière de Russie, qui coule dans le kraï de Krasnoïarsk en Sibérie. C'est un affluent de l'Angara en rive droite, donc un sous-affluent de l'Ienisseï.

## Géographie
La Tatarka prend sa source dans la partie orientale du kraï de Krasnoïarsk, sur le plateau de Sibérie centrale qui domine la rive droite du cours moyen de l'Ienisseï et du cours inférieur de l'Angara. La rivière coule globalement vers le sud-ouest. Elle se jette dans l'Angara en rive droite à une quarantaine de kilomètres en amont de la confluence de cette dernière avec l'Ienisseï, au niveau de la localité de Tatarka.
La Tatarka est généralement prise dans les glaces en novembre, jusque fin avril ou début mai.

## Hydrométrie
Le débit de la Tatarka est observé pendant 34 ans (entre 1958 et 1993) à Tatarka, station hydrométrique située à 5 kilomètres de sa confluence avec l'Angara . 
Le débit inter annuel moyen ou module observé à Tatarka sur cette période était de 22,0 m3/s pour une surface de drainage de 1 880 km2, soit plus de 99 % du bassin versant de la rivière. La lame d'eau écoulée dans ce bassin versant se monte ainsi à 369 millimètres par an, ce qui peut être considéré comme élevé, et est quelque peu supérieur aux mesures effectuées sur d'autres cours d'eau de la région du bassin moyen de l'Ienisseï. 
Rivière alimentée en partie par la fonte des neiges, mais aussi par les pluies d'été et d'automne, la Tatarka est un cours d'eau de régime nivo-pluvial. 
Les hautes eaux se déroulent au printemps, aux mois de mai et de juin, ce qui correspond au dégel et à la fonte des neiges. En juillet, le débit baisse assez rapidement, puis se stabilise à un niveau moyen tout en conservant une tendance baissière, et ceci tout au long du reste de l'été, puis au début de l'automne. En novembre le débit chute fortement à nouveau, ce qui constitue le début de la période des basses eaux, laquelle a lieu de novembre à avril inclus. Cette saison de basses eaux correspond aux importantes gelées qui envahissent toute la Sibérie, et sont particulièrement dures dans ces régions de moyenne montagne, déjà situées à des latitudes élevées (58° 18' Nord à Tatarka). 
Le débit moyen mensuel observé en février (minimum d'étiage) est de 3,62 m3/s, soit plus ou moins 3,5 % du débit moyen du mois de mai, maximum de l'année (104 m3/s), ce qui montre des variations saisonnières importantes, comme c'est très souvent le cas en Sibérie moyenne et orientale. Sur la durée d'observation de 34 ans, le débit mensuel minimal a été de 1,52 m3/s en février 1972, tandis que le débit mensuel maximal s'élevait à 172 m3/s en juin 1959. 
Quant à la saison libre de glaces (de juin à septembre inclus), le débit mensuel minimal observé a été de 5,21 m3/s en septembre 1984.